# 1964 في الصين
فيما يلي قوائم الأحداث التي وقعت خلال عام 1964 في الصين.

## سياسة

### تعيين في المنصب
- 21 ديسمبر – لين بياو نائب رئيس مجلس الدولة في جمهورية الصين الشعبية.

## مواليد

### يناير
- 1 يناير – جيانغ يو سياسية صينية.
- 1 يناير – حسن محسوم
- 1 يناير – زيدان يوسف
- 1 يناير – وو ياجون سيدة أعمال صينية.

### فبراير
- 16 فبراير – شون ليو ممثل صيني.

### يونيو
- 30 يونيو – الكسندرا كونتيسة فردريكسبورج

### يوليو
- 1 يوليو – أركين محمود

### سبتمبر
- 10 سبتمبر – جاك ما رجل ذو حظ سيئ Person millionaire.
- 20 سبتمبر – ماجي تشيونغ

### أكتوبر
- 13 أكتوبر – نيه هايشنغ

### نوفمبر
- 12 نوفمبر – يانج يوانكينج

## وفيات

### يوليو
- 17 يوليو – ليندا تشنغ (مواليد 1934)